# Lofodonte

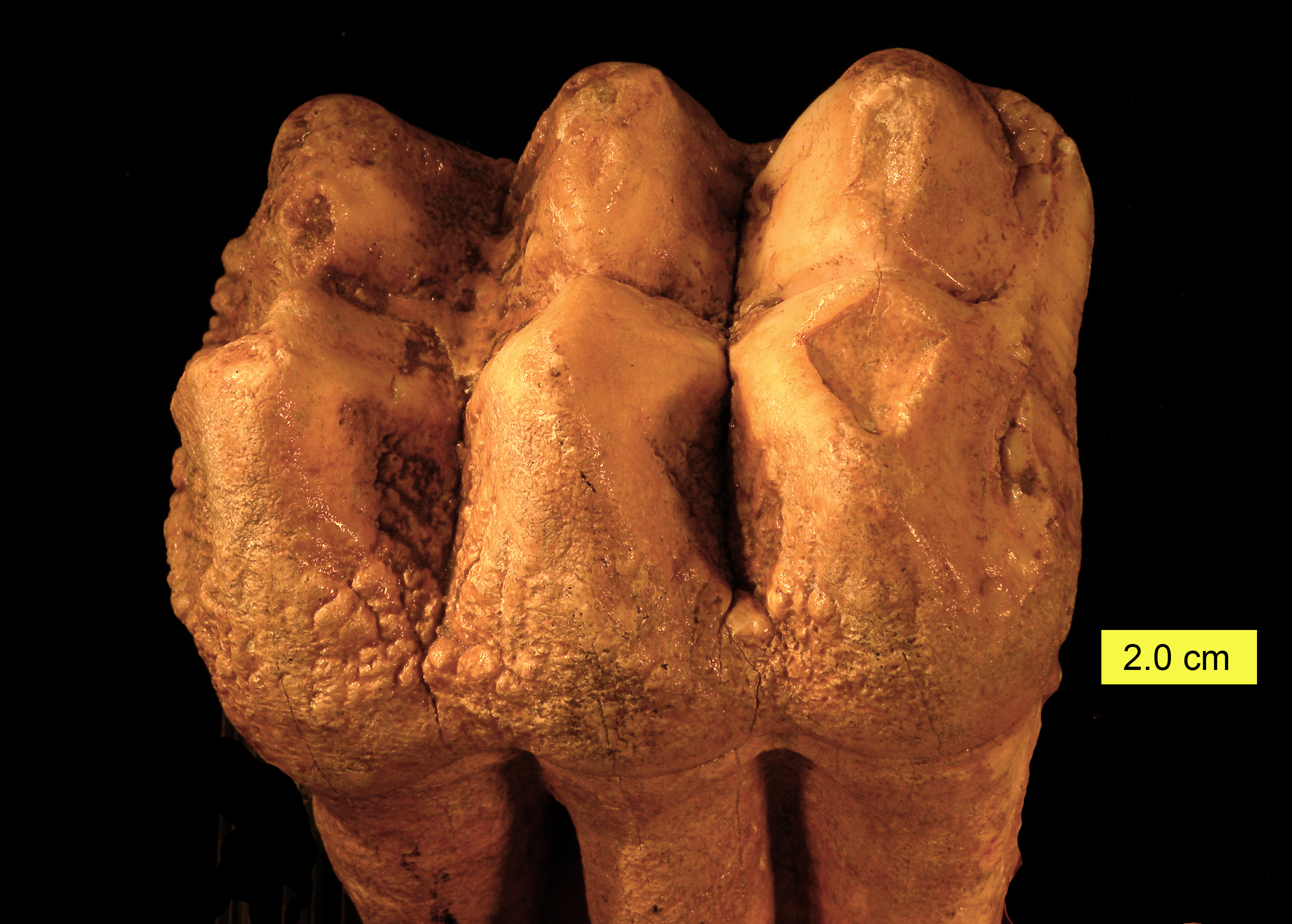
Trilofodonte molare di un Mammut

Il termine lofodonte indica un tipo di dentatura tipico di alcuni gruppi di mammiferi, tra cui i perissodattili. In questi mammiferi, i molari e i premolari sono dotati di tubercoli concresciuti fino a sviluppare creste.
Sono presenti nei mammiferi erbivori, possono presentare modelli molto semplici come i cavalli o essere uno schema complicato di ponti incrociati.
Quando i molari hanno due lofo trasversali, vengono comunemente chiamati bilofodonti e se ne hanno tre trilofodonti.